# Ostatni Grosz (województwo pomorskie)

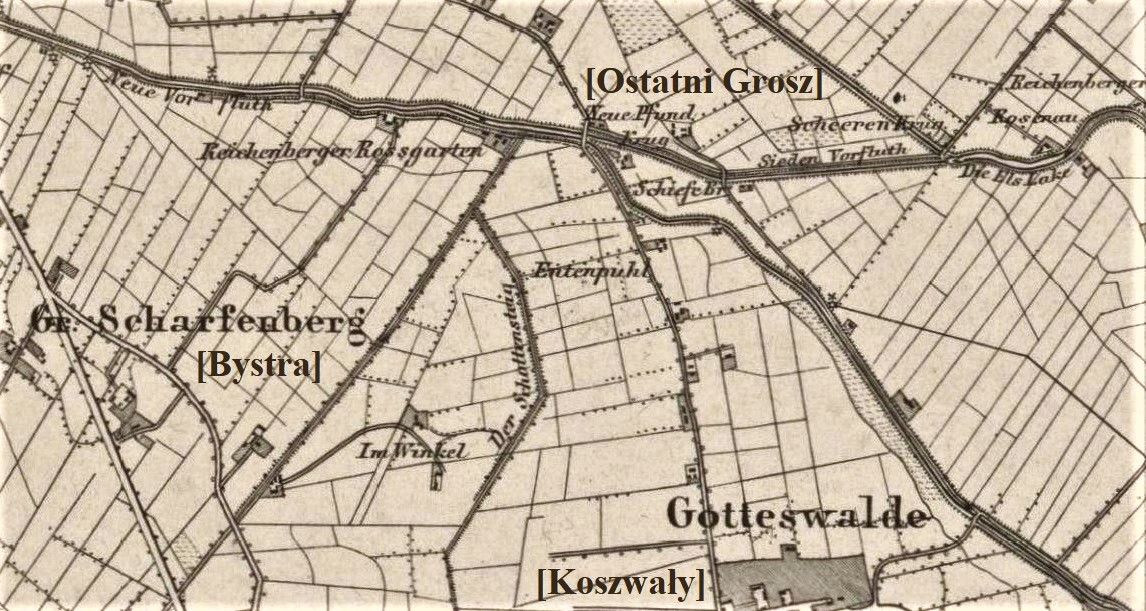
Neupfund - Krug [Ostatni Grosz] na fragmencie Karte der Umgegend von Danzig, (1901) z naniesionymi polskimi nazwami miejscowości

Ostatni Grosz (niem. Neupfundkrug, też Neupfund - Krug, Neuepfund – nieoficjalna nazwa osiedla w Polsce położonego w województwie pomorskim, w powiecie gdańskim, w gminie Cedry Wielkie; na Żuławach Gdańskich.
W 1884 miejscowość Neupfundkrug występuje jako karczma w powiecie gdańskim, poczta Wocławy.
W 1905 miejscowość, określaną jako karczma Neuepfund, zamieszkiwało 128 mieszkańców i należała do powiatu Gdańskie Niziny. W l. 1904-1906 Westpreussische Kleinbahnen AG wybudowała przez Ostatni Grosz linię kolei wąskotorowej z Gdańska do Stegny przez przeprawę promową w Świbnie. W związku z tym funkcjonował we wsi przystanek osobowy o nazwie Neupfundkrug, na którym pociągi zatrzymywały się na żądanie. Przystanek ten eksploatowany był do 31 grudnia 1973, to jest do czasu zamknięcia linii.
Kiedy w 1920 r. studenci Politechniki Gdańskiej odbywali wycieczkę do Stegny, powstał wiersz w języku niemieckim o kolei wąskotorowej przez Ostatni Grosz, którego każdy student musiał nauczyć się na pamięć. Jego fragment brzmi:
Weiter geht es wie im Flug

sichtbar wird jetzt Neupfundkrug.

Vor uns liegt auf weiter Halde

bald der schmucke Ort Gottswalde
Dalej jedziemy, to jest lot,

nagle pojawił się Ostatni Grosz.

Przed nami nasyp leży wciąż,

Wnet Koszwały miejsce klejnot.
Zarówno w okresie Wolnego Miasta Gdańska, jak i przynależności do III Rzeszy, miejscowość stanowiła część Koszwał.
W 1950 wymieniona w wykazie miejscowości powiatu gdańskiego jako część gminy Wiślinka.
W latach 1975–1998 miejscowość administracyjnie należała do województwa gdańskiego.
Osiedle jest częścią składową miejscowości Koszwały, obejmując zabudowania leżące w widłach Kanału Wielkiego i Kanału Ślepego przy ulicach Modrzewiowej i Kasztanowej. Znajduje się tu przystanek  komunikacyjny.